# Ankogel
Der Ankogel ist mit einer Höhe von 3252 m ü. A. der namensgebende Berg der Ankogelgruppe – nicht aber deren höchste Erhebung (Hochalmspitze, 3360 m). Er liegt in der Nähe von Bad Gastein im Grenzgebiet zwischen Kärnten und Salzburg. Sein Gipfel war ursprünglich 3263 m ü. A. hoch, ist aber bei einem Bergsturz in der Nacht vom 6. zum 7. Jänner 1932 abgebrochen.
Der Ankogel wurde als erster Gletschergipfel überhaupt, und als einer der ersten Dreitausender, bereits 1762 vom Tal des Anlaufbachs aus durch den Patschg-Bauern Mathias Rieser erstbestiegen. Die erste touristische Ersteigung gelang Karl Thurwieser mit dem Jäger Chr. Ries am 17. Oktober 1822, wiederholt von Erzherzog Johann, Baron Herberts und mehreren Führern am 4. August 1826, beide Male in etwa über den heutigen Normalweg.
Von Mallnitz in Kärnten aus führt die Ankogelbahn auf eine Höhe von 2636 m.

## Routen
- Markierter Normalweg: Von der Bergstation Ankogelbahn (oder vom Hannoverhaus) über den Goslarer Weg querend zur Abzweigung Ankogel. Dort beginnt der eigentliche Aufstieg zum Ankogel, der größtenteils über eine Wegspur verläuft (alpiner Steig), teilweise aber auch über Blockgelände. Über mehrere Terrassen und Steilaufschwünge wird das Lassacher Kees erreicht, das unterhalb passiert wird. Unterhalb der Radeckscharte zum Westrücken des Kleinen Ankogels und über diesen zu seinem Gipfel. Vom Kleinen Ankogel wird über einen blockigen Grat mit Steigspuren der Gipfelaufbau erreicht, über Steigspuren und Blockgelände (teils brüchig) geht es auf der Ostseite zum Gipfelkreuz des Ankogel (800 Höhenmeter, 3 Stunden) und weiter zum höchsten Punkt. Zwischen Kleinem Ankogel und Ankogel Schwierigkeit I+ nach der UIAA-Skala; Trittsicherheit, Schwindelfreiheit und alpine Erfahrung sind erforderlich, da man sich ab dem Kleinen Ankogel durchwegs im Absturzgelände befindet.
- Böckstein – Anlauftal – Radeckalm – Bleksen – Radeckscharte – Kleiner Ankogel – Ankogel (2100 Höhenmeter, 6 bis 7 Stunden, auch im Winter als Schiroute). Zwischen Radeckalm und Radeckscharte existiert kein Weg, deshalb im Sommer nicht zu empfehlen. Zwischen Kleinem Ankogel und Ankogel Schwierigkeit I+ nach der UIAA-Skala.
- Böckstein – Anlauftal – Korntauern – Hannoverhaus – Lassacher Kees – Kleiner Ankogel – Ankogel (2100 Höhenmeter, 8 bis 9 Stunden). Weg durchgehend markiert. Zwischen Kleinem Ankogel und Ankogel Schwierigkeit I+ nach der UIAA-Skala.
- Kölnbreinspeicher – Osnabrücker Hütte – Fallbach – Schwarzhornseen – Kleinelendekees – Ankogel (9,5 Stunden) – alpine Route, ab den Seen nicht markiert, Gletscherausrüstung ebenso erforderlich wie Trittsicherheit, Schwindelfreiheit und alpine Erfahrung

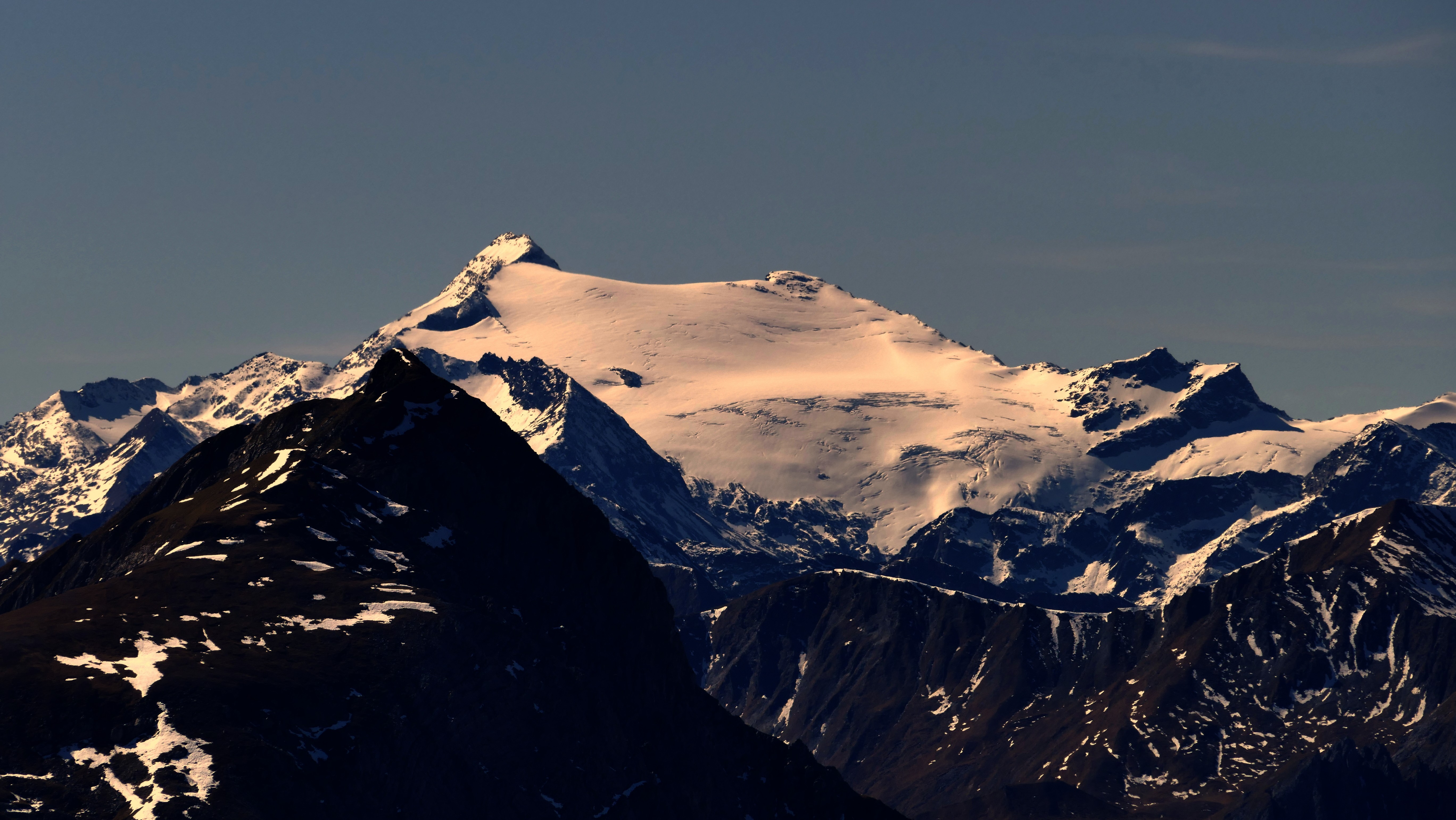
Ankogel vom Nordosten